# Burg Groß-Arnsberg
Die Burg Groß-Arnsberg, auch Groß-Arnsburg (französisch Château du Grand-Arnsbourg) genannt, ist die Ruine einer Spornburg im Gebiet der in Frankreich so genannten Nordvogesen.

## Geografische Lage
Die Burgruine liegt im französischen Département Moselle in der Region Grand Est (bis 2015 Lothringen) in der Gemeinde Baerenthal rund fünf Kilometer westlich von Niederbronn-les-Bains im Elsass auf dem vom Arnsberg nach Südwesten streichenden Bergsporn oberhalb des Tals der Nördlichen Zinsel am Weitwanderweg GR 53 auf einer Höhe von 356 Metern.

## Geschichte

### Mittelalter
Die im Auftrag von Herzog Friedrich II. von Schwaben durch die Landgrafen von Werd erbaute Burg soll erstmals im Jahr 1229 erwähnt worden sein. Die Herrschaft Lichtenberg kaufte die Burg 1332 von den Grafen von Ötingen. Es war ein Reichslehen. Durch Gebietserwerb im 14. Jahrhundert mussten zu Beginn des 15. Jahrhunderts die zu umfangreich gewordenen Ämter Ingweiler und Buchsweiler der Herrschaft Lichtenberg neu organisiert werden. Dabei wurde unter anderem das Amt Pfaffenhofen ausgegliedert und verselbständigt, zu der auch die Burg Groß-Arnsberg gehörte. 1335 kommt es zu einer Landesteilung zwischen der mittleren und der jüngeren Linie des Hauses Lichtenberg. Die Burg fiel dabei an die Nachkommen des früh verstorbenen Johann III. von Lichtenberg, die die mittlere Linie des Hauses begründeten, oder an die ältere Linie – die Angaben sind widersprüchlich.
Anna von Lichtenberg (* 1442; † 1474), eine der beiden Erbtöchter Ludwigs V. von Lichtenberg (* 1417; † 1474) heiratete 1458 den Grafen Philipp I. den Älteren von Hanau-Babenhausen (* 1417; † 1480), der eine kleine Sekundogenitur aus dem Bestand der Grafschaft Hanau erhalten hatte, um heiraten zu können. Durch die Heirat entstand die Grafschaft Hanau-Lichtenberg. Nach dem Tod des letzten Lichtenbergers, Jakob von Lichtenberg, eines Onkels von Anna, erhielt Philipp I. d. Ä. 1480 die Hälfte der Herrschaft Lichtenberg. Zu dieser Hälfte gehörte auch das Amt Pfaffenhofen mit der Burg Groß-Arnsberg.
Auch die Herren von Ochsenstein und ihre Nachfolger hielten Anteile an der Burg, die sie ihrer Herrschaft Oberbronn zurechneten.

### Neuzeit
Die Burg wurde im Dreißigjährigen Krieg zerstört.  Durch die Reunionspolitik Frankreichs fielen 1680 erhebliche der im Elsass gelegenen Teile der Grafschaft Hanau-Lichtenberg unter die Oberhoheit Frankreichs. Dazu zählte auch das Amt Pfaffenhofen.
Im 18. Jahrhundert war die Burg dann dem Amt Ingweiler zugeordnet. 1717/1718 konnte der Graf von Hanau von Kurmainz die Oberhoheit an einer Reihe von Gemeinden und der Burg Arnsberg für 25.000 Livres kaufen. Sie waren damit keine Lehen mehr, sondern Allod. 1736 starb mit Graf Johann Reinhard III. der letzte männliche Vertreter des Hauses Hanau. Aufgrund der Ehe seiner einzigen Tochter, Charlotte (* 1700; † 1726), mit dem Erbprinzen Ludwig (VIII.) (* 1691; † 1768) von Hessen-Darmstadt fiel die Grafschaft Hanau-Lichtenberg nach dort.
Im Zuge der Französischen Revolution fiel dann der linksrheinische Teil der Grafschaft Hanau-Lichtenberg – und damit auch das Amt Pfaffenhofen und die Burg Groß-Arnsberg – an Frankreich. Seit 1994 ist die Ruine als Monument historique denkmalgeschützt.
Nach einer Legende sollen in den Kellern der Ruine große Vorräte an Wein lagern, die in guten Weinjahren einen starken Geruch verbreiten.

## Anlage
Die Ruine thront auf einem Felsen und untergliedert sich in eine westliche und eine östliche Anlage. Sie besitzt einen quadratischen Bergfried aus Buckelquadern mit einem gewölbten Raum und einer Wendeltreppe sowie einem Hocheingang mit Rundstab. Der Bergfried sowie die wesentlichen Reste der Burg befinden sich auf der Ostanlage. Der Zutritt zur Burg ist seit 2008 nicht mehr möglich. Aufgrund von Steinschlaggefahr wurden die Zugangstreppen entfernt. Die Burgruine soll renoviert werden, einige Fällarbeiten wurden durchgeführt, sodass zumindest der Fuß des Felsens umrundet werden kann. Bislang ist die Burg selbst jedoch nicht begehbar.